# Велимир Наумовић
Велимир Наумовић (Београд, 19. март 1936 — Лијеж, 19. децембар 2011) био је југословенски и српски фудбалер, фудбалски тренер и репрезентативац Југославије.

## Каријера
У млађим категоријама београдске Црвене звезде играо је од 1952. године. Играо је и за земунско Јединство. У дресу Црвене звезде је одиграо само три првенствене утакмице за први тим. У време служења војног рока прелази у Ријеку за коју је наступао у периоду од 1956. до 1965. године. Био је најбољи стрелац Друге лиге Југославије у сезони 1957/58. Одиграо је укупно око 400 утакмица за Ријечане и постигао 155 голова.
Као интернационалац играо је у белгијском Стандарду из Лијежа, од 1965. до 1969, са којим је освајао првенство Белгије и два трофеја Купа Белгије. Наступао је за француски клуб Рен две сезоне, у чијем дресу је освојио Куп Француске (1971). Играчку каријеру је окончао у нижеразредним белгијским тимовима Расинг џет (1971-72) и Тилеур (1972-76).
У дресу репрезентације Југославије играо је на три утакмице. Дебитовао 27. октобра 1963. против Румуније у Букурешту, а последње наступе у дресу са државним грбом имао је током 1964. против Бугарске и Румуније.
По завршетку играчке каријере, у фудбалу остаје као тренер. Радио је у Југославији, али тренирао и клубове из још неколико земаља: Алжир, Обала Слоноваче и Белгија. Преминуо је 19. децембра 2011. године у Лијежу, Белгија.

## Успеси
Црвена звезда
- Првенство Југославије: 1955/56.

Ријека
- Друга лига Југославије: 1957/58.

Стандард Лијеж
- Првенство Белгије: 1968/69.
- Куп Белгије: 1966, 1967.

Рен
- Куп Француске: 1970/71.

Алжир
- Првенство Алжира: 1978/79.

Абиџан
- Првенство Обале Слоноваче: 1982, 1983.
- Куп Обале Слоноваче: 1981, 1982.
- Куп Houphouët-Boigny: 1981, 1982.

Индивидуално
- Најбољи стрелац Друге лиге Југославије: 1957/58.
- Идеалних једанаест у Ријеци од стране ријечког Новог листа